# اینوکو هیوسوکه
اینوکو هیوسوکه (به ژاپنی: 猪子兵助); نامشخص – ۲۱ ژوئن ۱۵۸۲) سامورایی اهل ژاپن بود. وی از ملازمان سایتو دوسان بود و بعدها به خدمت اودا نوبوناگا و پسرش اودا نوبوتادا درآمد. در حادثه معبد هوننو وی نیز به همراه نوبوتادا در قلعه نیجو کشته شد.